# Günther Otte
Pour les articles homonymes, voir Otte.
Günther Otte, né le 20 février 1933 à Berlin, est un coureur cycliste allemand. Il est professionnel de 1953 à 1958.

## Palmarès sur route

### Par année
- 1953
  - Tour de Cologne amateurs
  - 2e du championnat d'Allemagne du contre-la-montre par équipes amateurs

### Résultats sur les grands tours

#### Tour d'Italie
1 participation 
- 1954 : abandon

## Palmarès sur piste
- 1952
  - 2e du championnat d'Allemagne de l'américaine amateurs
- 1956
  - 3e du championnat d'Allemagne de demi-fond
- 1957
  - 2e du championnat d'Allemagne de demi-fond